# Židovské svátky
| Židé a judaismus |
| Židé • Judaismus • Kdo je Žid |
| Ortodoxní • Konzervativní (Masorti) Progresivní (Reformní - Liberální) • Ultraortodoxní Samaritáni • Falašové • Karaité                                                                                            |
| Etnické skupiny a jazyky |
| Aškenázové • Sefardové • Mizrachim Hebrejština • Jidiš • Ladino • Ge'ez • Buchori |
| Populace (vývoj) |
| Evropa • Amerika • Asie • Afrika • Austrálie |
| Náboženství |
| Bůh • Principy víry • Boží jména 613 micvot • Halacha • Noachidské zákony Mesiáš • Eschatologie |
| Židovské myšlení, filosofie a etika |
| Židovská filosofie Cdaka • Musar • Vyvolenost Chasidismus • Kabala • Haskala |
| Náboženské texty |
| Tóra • Tanach • Mišna • Talmud • Midraš Tosefta • Mišne Tora • Šulchan aruch Sidur • Machzor • Pijut • Zohar |
| Životní cyklus, tradice a zvyky |
| Obřízka • Pidjon ha-ben • Simchat bat • Bar micva Šiduch • Svatba • Ketuba • Rozvod (Get) • Pohřeb Kašrut • Židovský kalendář • Židovské svátky Talit • Tfilin • Cicit • Kipa Mezuza • Menora • Šofar • Sefer Tora |
| Významné postavy židovství |
| Abrahám • Izák • Jákob • Mojžíš Šalomoun • David • Elijáš • Áron Maimonides • Nachmanides • Raši Ba'al Šem Tov • Ga'on z Vilna • Maharal                                                                           |
| Náboženské budovy a instituce |
| Chrám • Synagoga • Ješiva • Bejt midraš Rabín • Chazan • Dajan • Ga'on Kohen (kněz) • Mašgiach • Gabaj • Šochet Mohel • Bejt din • Roš ješiva                                                                      |
| Židovská liturgie |
| Šema • Amida • Kadiš Minhag • Minjan • Nosach Šacharit • Mincha • Ma'ariv • Musaf |
| Dějiny Židů |
| starověk • středověk • novověk |
| Blízká témata |
| Antisemitismus • Gój • Holocaust • Izrael Filosemitismus • Sionismus Abrahámovská náboženství |
| z • d • e |

Židovský svátek je den nebo řada dnů, dodržovaných Židy jako svaté nebo světské připomenutí důležitých událostí židovské historie. V hebrejštině mohou být židovské svátky podle jejich druhu pojmenovány:
- יום טוב‎ – jom tov (pl. jamim tovim – „dobré dny“)
- חג‎ – chag (pl. chagim – „svátek“, „pouť“)
- מועד / זמן‎ – mo'ed / zman (pl. mo'adim, zmanim – „období“, „(přesně stanovený) čas“)
- תענית / צום‎ – ta'anit / com (pl. ta'anijot, comim – „půst“)

Svátky lze dělit na biblické, historické a tzv. moderní.
- Svátky biblické mají svůj zdroj v Tóře a v dalších částech v Bible (Tanachu).
- Mezi svátky historické řadíme Chanuku a Purim.
- Moderní svátky souvisí se vznikem a existencí moderního státu Izrael.

Svátky biblické a historické jsou podrobně vykládány v Talmudu, zejména v oddílu Mo'ed, a dále rozpracovány do jednotlivých detailů v rabínské literatuře. V halachické literatuře se jim věnuje především druhá polovina oddílu Orach chajim a navazující komentáře.

## Svátky náboženské a světské
V rámci judaismu existují náboženské svátky, které jsou ustanoveny přímo Tórou, jako např. Pesach nebo Jom kipur či Šabat, které vyžadují abstinenci od práce a mohou také požadovat půst; existují také náboženské svátky jako Chanuka nebo Purim, které buďto nejsou uvedeny v Tóře, ale v jiné biblické knize (Purim v knize Ester), případně nejsou v Bibli uvedeny vůbec a jejich ustanovení je pozdější (Chanuka). Tyto svátky označujeme jako historické, avšak jejich náboženský podtext je zdůrazněn zázrakem, který se měl udát. Dále existují svátky světské (moderní), které někteří židé ani neuznávají, a které souvisí s novodobým Státem Izrael – jedná se např. o Jom Jerušalajim nebo Jom ha-zikaron. Některým z nich však je často přiznáván i určitý náboženský rozměr (např. Jom ha-acma'ut).
Nejsvatější z židovských náboženských svátků jsou uvedeny v Tóře – v Exodu, Levitiku a Deuteronomiu.
Svátek Purim se opírá o text knihy Ester. Svátek Chanuka má svou oporu v deuterokanonické knize Makabejských a v pozdějším rabínském ustanovení v Talmudu.
Moderní svátky, běžně dodržované Židy po celém světě, byly ustanoveny státem Izrael po jeho založení v roce 1948.

## Biblické svátky
Biblické svátky jsou mimo Izrael zdvojené. Výjimkou je Jom kipur, který je i mimo Izrael jen jednodenním svátkem, a Roš ha-šana, který je i v Izraeli dvoudenní. Důvodem je zajímavá vlastnost původního židovského kalendáře, ve kterém jednotlivé měsíce začínaly až po příchodu svědků do jeruzalémského Chrámu vyhlášením novoluní, hebrejsky Roš chodeš. Teprve po vyhlášení Novoluní mohli poslové informovat jednotlivé židovské komunity. Největší starověká exilová komunita byla od zničení Šalomounova chrámu v Babylonii. Se stupňující se perzekucí Římanů vůči Židům v Izraeli se zhroutil původní důmyslný systém ohňových signálů a babylonští Židé nevěděli, kdy začal nový měsíc. Protože z logiky židovského kalendáře připadaly do úvahy jen dvě možnosti, rozhodli se babylonští Židé slavit obě dvě. To je dodnes zvykem všech Židů žijících mimo Izrael. Svátek Roš ha-šana je podle kalendáře zároveň novoluním, a proto se výše uvedený problém projevoval i v Izraeli. Řešení bylo podobné a Roš ha-šana je i v Izraeli dvoudenním svátkem. Biblické svátky dále dělíme na svátky vysoké, poutní a postní dny.

### Šabat
Nejdůležitější svátek, zmíněný jako jedno z přikázání v Desateru. Slaví se každou sobotu, respektive od pátečního do sobotního soumraku. V tento den se nesmí vykonávat žádná práce ani cestovat či provádět obchodní transakce. Je to svátek, při němž se schází přátelé a celá rodina pohromadě. Šabat je nejdůležitějším svátkem judaismu.
Začíná v pátek před západem slunce obřadem kabalat šabat (přijetí šabatu), po němž se koná večerní modlitba a slavnostní večeře. Od této doby jsou zakázány určité druhy práce a věřící se má věnovat odpočinku a studiu. V sobotu ráno se v synagoze koná ranní bohoslužba s přídavnou modlitbou (musaf). K šabatu se také vztahuje zvyk svátečního „třetího jídla“ (se'uda šlišit) podávaného po odpolední modlitbě. Šabat končí po západu slunce obřadem nazývaným havdala.

### Roš chodeš
Roš chodeš – Nový měsíc – zahajuje každý židovský měsíc. První den měsíce nisan, čtrnáct dní před východem z Egypta, přikázal Bůh Mojžíšovi, aby vyhlásil novoluní. Od této chvíle se datuje tradice slavení novoluní, která nepřerušena trvá do dnešních dnů. Přestože dnes nemá Roš chodeš takový význam jako v historii, je připomínán jako polosvátek, kdy je sice povolena práce, ale vkládají se určité změny do liturgie.

## Vysoké svátky –ימים נוראים‎

### Roš ha-šana – Nový rok –ראש השנה‎
V průběhu posledního měsíce v židovském roce, elulu, se myšlenky a modlitby věřících vážou k cyklu nejdůležitějších svátků, který začíná svátkem Roš ha-šana. S ubíhajícím časem končícího roku zkoumají věřící všechno, co učinili a neučinili. Blížící se den stvoření světa je příležitostí, aby si v rodině, s přáteli a známými vyměnili lístky s přáním dobrého v nadcházejícím čase.
Taková přání si vyměňují také při synagogální bohoslužbě, dříve než se obec rozejde k rodinné slavnosti domů. V rámci svátečního jídla existuje zvyk jíst v medu omočená, sladká jablka, symbol očekávaných dobrých časů.
Roš ha-šana patří ke svátkům, o nichž se troubí na šofar, naříznutý beraní roh. Troubí se na něj podobně jako na trumpetu, je však zapotřebí obzvláštní obratnosti. Troubení na šofar o svátku Roš ha-šana vyjadřuje hold Božímu království, dále tento obyčej upomíná na dobu praotců, zvláště Abrahama, a konečně na dar Tóry na Sinaji. Byl to právě zvuk šofaru, který se měl ozývat na hoře Sinaj při darování Tóry. Všechny tyto tradice vstupují do novoročního přání „le-šana tova tikatev“: „kéž jsi zapsán pro dobrý rok“, přání, které se vztahuje ke zmíněné nebeské knize soudu.
Židovská novoroční slavnost je tak četnými způsoby spojena s božským přikázáním, Tórou. V souvislosti s Novým rokem Roš ha-šana je třeba nahlížet Tóru jako pozitivní, život tvořící a nesoucí, božský dar.

### Deset dní pokání –עשרת ימי תשובה‎
Deset dní mezi Roš ha-šana a Jom kipur nazýváme dny pokání. V této vážné době mezi dvěma vysokými biblickými svátky se dbá ve zvýšené míře na pečlivost plnění příkazů, prodlužuje se čas věnovaný dennímu studiu Tóry, říkají se ranní omluvné modlitby slichot, prosby za odpuštění, mnozí mají ve zvyku se postit. Lidé vyhledávají přátele i nepřátele a snaží se je odprosit za vše, co jim v uplynulém roce provedli zlého a tak dochází k obecnému smiřování se. Talmud na mnohých místech vypráví o velikosti těch, kteří uměli odpouštět. Naopak člověk, který je upřímně prošen o odpuštění a prosbu nepřijme, je chápán jako veliký hříšník.
Tyto dny, které začínají svátkem Roš ha-šana, slouží zejména k rozjímání a zastavení se. Stará tradice říká, že od této chvíle až do konce Jom kipuru je otevřena nebeská kniha. V ní jsou zaznamenány dobré a zlé činy každého člověka. Dny zastavení slouží nejen zpětnému rozvažování, ale zároveň přípravě na božské určení budoucího údělu (viz níže Jom kipur). Tato myšlenka spojení minulosti a budoucnosti nachází výraz v kulatém pečivu (chala), které se váže k židovské novoroční slavnosti. Symbolizuje rytmus roku jako koloběhu.
Poslední, tedy desátý den ze dní rozjímání, jež začínají novoroční slavností, je jedním z největších svátků v židovství: Jom Kipur.

### Jom kipur – Den smíření –יום כיפור‎
Jom kipur je nejvyšší židovský svátek. Uzavírá období deseti dní pokání – tradice učí, že „na Roš ha-šana zapsáno, na Jom kipur zpečetěno“.
Jom kipur není považován za svátek nebo za den veselí, v žádném případě si židé na Jom kipur nepřejí „chag sameach“ – veselý svátek – je to spíše den sebezpytování, strávený v modlitbách a půstu.

## Poutní svátky –שלוש הרגלים‎

### Pesach – Svátek nekvašeného chleba –פסח‎
Pesach často nazývaný Svátek nekvašených chlebů je jedním z nejdůležitějších židovských svátků a zároveň jedním z nejstarších vůbec (jelikož příkaz k jeho dodržování byl dán jako jeden z mála ještě před darováním Tóry na Sinaji. Společně se svátky Šavu'ot a Sukot se řadí mezi tři poutní svátky, které se každoročně slaví a které připomínají vyjití z otroctví a útěk z Egypta. Je svátkem osvobození židovského národa z tyranského zajetí a zároveň slavnostní probouzení půdy a země.

#### Půst prvorozených
Půst, který drží prvorození v předvečer svátku Pesach

#### Počítání omeru –ספירת העומר‎
Sedmitýdenní období mezi svátky Pesach a Šavu'ot.

### Šavu'ot – Svátek týdnů –שבועות‎
Někdy nazývaný též „letnice“, svátek obdržení Tóry na hoře Sinaj.

### Sukot – Svátek stánků –סוכות‎
Svátek sklizně, připomenutí přebývání na poušti. Jeden z veselých svátků, který zároveň symbolizuje konec vegetačního období roku a nástup zimy. Období svátku Sukot uzavírá sváteční období, ve kterém se nese celý měsíc tišri.

## Historické svátky

### Chanuka – Svátek světel
Příběh Chanuky je zaznamenán v První a Druhé knize Makabejské. Tyto knihy nejsou součástí Tanachu, ale jsou to deuterokanonické knihy (nejsou součástí původního kánonu). Zázrak posvěceného oleje, který zázračně hořel po osm dní je poprvé popsán v Talmudu.
Chanuka připomíná porážku syrských sil, které se pokoušely zamezit Izraelcům praktikovat judaismus. Juda Makabejský a jeho bratři zničili ohromné vojsko a znovuvysvětili jeruzalémský chrám. Pro tento osmidenní svátek je charakteristické zapalování světel – jedno pro první noc, dvě pro druhou, atd. – a používání speciálního svícnu, který se jmenuje chanukija nebo menora.

### Purim – Svátek losů
Nejveselejší z židovských svátků. Purim připomíná události, které jsou zaznamenány v Knize Ester. Je slaven čtením biblické knihy Ester, během kterého celá obec spustí rámus při jakékoliv zmínce jména Haman; divadelním sehráním příběhu Ester (eventuálně jiného veselého příběhu, v jidiš tzv. Purim špil); obdarováváním chudých a posíláním dárků mišloach manot (tj. dárky jídla nebo pití) a karnevalem. Zvyk pití „ad de-lo jada“ (aramejsky dokud nebude vědět) souvisí s další povinností – opít se tak, aby dotyčný nerozeznal rozdíl mezi prokletým Hamanem a požehnaným Mordechajem.

## Menší svátky
O těchto svátcích je povolena většina prací, které jsou v normální svátek zakázané. Připomínají vesměs radostné události, nicméně nejsou přikázány Tórou, tudíž nemají specifickou liturgii. Většina těchto svátků je ustanovena až v talmudických dobách.

### Tu bi-švat – 15. den měsíce švatu – Nový rok stromů –ט״ו בשבט‎
Připomíná počátek vegetačního cyklu v Izraeli.

### Lag ba-omer – 33. den Omeru –ל״ג בעומר‎
Připomíná smrt rabiho Šim'ona bar Jochaje, který si nepřál, aby jeho úmrtní den byl dnem smutku, podle jiné tradice připomíná zastavení římského pronásledování za povstání Bar Kochba.

### 15. av –ט״ו באב‎
Tento den je slaven jako „svátek lásky“ – podle tradice bylo totiž v tento den povoleno Benjaminovcům vzít si manželky z jiných kmenů a tak zachránit budoucnost kmene (Soudců, 21. kapitola).

## Postní dny

### Tiš'a be-av – 9. av –תשעה באב‎
Nejsmutnější den židovské historie, výročí zničení obou jeruzalémských Chrámů a dalších tragických událostí

### Půst 10. tevetu –עשרה בטבת‎
Připomenutí počátku obléhání Jeruzaléma.

### Půst 17. tamuzu
Připomenutí prolomení jeruzalémských hradeb.

### Půst Gedaljův
Připomenutí zavraždění místodržícího Gedalji.

## Nové izraelsko-židovské národní svátky

### Jom ha-šo'a – Den vzpomínky na holokaust a hrdinství –יום הזיכרון לשואה ולגבורה‎
Den obětí holokaustu, ustanoven na výročí začátku povstání ve varšavském ghettu.

### Jom ha-zikaron –יום הזיכרון לחללי מערכות ישראל‎
Den vzpomínek na vojáky a lidi padlé za Izrael.

### Jom ha-acma'ut – Den nezávislosti –יום העצמאות‎
Den vyhlášení nezávislosti novodobého státu Izrael.

### Jom Jerušalajim – Den Jeruzaléma –יום ירושלים‎
Výročí sjednocení Jeruzaléma za šestidenní války v r. 1967.